# ウキゴカイ科
ウキゴカイ科 (Alciopidae) はサシバゴカイ目に属する多毛類の科である。外洋性のプランクトンである。

## 形態
最大の特徴は、大型のカメラ眼を持つことである。
側足の形態はサシバゴカイ科のものと類似している。

## 生態
全世界の海洋の、表層から中深層に生息する。肉食性で、カイアシ・オキアミ・サルパなどを捕食する。大きな複眼を持つことから、獲物を捕える際には視覚を用いると考えられている。

## 分類
11属に約50種が属する。
- Alciopa Audouin & Milne Edwards, 1833 - 6種
- Alciopina Clarapède & Panceri, 1867 - 4種
- Callizonella - 1種 Callizonella incognita Rullier, 1964
- Krohnia - 4種
- Naiades Chiaje, 1830 - 1種 Naiades cantrainii Delle Chiaje, 1828 ウキゴカイ
- Plotohelmis Chamberlin, 1919 - 4種
- Pseudalciopa - 2種
- Rhynchonereella Costa, 1864 - 12種 テンシウキゴカイ
- Torrea - 2種 クチナウキゴカイ
- Vanadis Clarapède, 1870 - 12種
- Watelio Støp-Bowitz, 1948 - 2種

分子系統解析では、本科はサシバゴカイ科の内部に含まれるという結果が得られており、Alciopini（"ウキゴカイ族"）としてサシバゴカイ科に含める分類法もある。